# Heka (stjärna)
Meissa eller Heka är namn för  Lambda Orionis (λ Orionis, förkortat Lambda Ori, λ Ori) är en dubbelstjärna belägen i den norra delen av stjärnbilden Orion. Den har en kombinerad skenbar magnitud på 3,33, är synlig för blotta ögat där ljusföroreningar ej förekommer. Baserat på parallaxmätning inom Hipparcosuppdraget på ca 3,0 mas, beräknas den befinna sig på ett avstånd på ca 1 100 ljusår (ca 340 parsek) från solen.

## Nomenklatur
Lambda Orionis har det traditionella namnet Meissa som kommer från det arabiska Al-Maisan som betyder "den skinande". Al-Maisan användes ursprungligen för Gamma Geminorum, men användes felaktigt på Lambda Orionis och namnet blev sedan kvar. I stjärnkatalogen i Al Achsasi al Mouakket-kalendern betecknades den med Rekbah al Jauza al Jemeniat, som översatts till latin som Genu Dextrum Gigantis "jättens högra knä ".
Det ursprungliga arabiska namnet för stjärnan var Al Hakah (källan till namnet Heka för den), hänvisar till den arabiska mångården som inkluderar denna stjärna och de två av Fi Orionis (Al Ha'ahah betyder "en vit fläck").
År 2016 organiserade Internationella astronomiska unionen en arbetsgrupp för stjärnnamn (WGSN) med uppgift att katalogisera och standardisera riktiga namn för stjärnor. WGSN fastställde namnet Meissa för Lambda Orionis i september 2016 och detta är nu inskrivet i IAU:s Catalog of Star Names.

## Egenskaper
Lambda Orionis A är en blå till vit jättestjärna av spektralklass O8 III (f),. Den har en massa som är ca 28 gånger större än solens massa, en radie som är ca 10 gånger större än solens och utsänder från dess fotosfär ca 165 000 gånger mera energi än solen vid en effektiv temperatur av ca 37 700 K. Den är en källa till mjuk röntgenstrålning med en styrka på 1032 erg/s av högst 0,2-0,3 keV, vilket tyder på att röntgenstrålningen sannolikt genereras av stjärnvinden.
Lambda Orionis är en dubbelstjärna med en följeslagare med vinkelseparation på 4,41 bågsekunder vid en positionsvinkel på 43,12° (år 1937). Följeslagaren är av magnitud 5,61 och är en stjärna i huvudserien av spektralklass B0.5 V. Det finns även en mera avlägsen följeslagare, Lambda Orionis C, som är en stjärna i huvudserien av spektralklass F8 V. Denna stjärna i sin tur kan ha en följeslagare med mycket liten massa, som förmodligen är en brun dvärg.